# Античный театр на холме Фурвьер (Лион)
Анти́чный теа́тр в Лугду́не (Лио́не) находится на холме Фурвьер в Лионе, в центре античного поселения рядом с одеоном, вместе с которым он образует архитектурный ансамбль.

## Хронология
Строительство театра проводилось в два этапа:
1. Во времена правления императора Октавиана Августа. Возле склона холма была построена арена диаметром 90 м. Согласно классической планировке ступени образовывали полукруг, 25 секторов в форме веера, партер выполнен из многоцветного мрамора, сцена включает в себя три экседры (полукруглые ниши) и два сводчатых боковых входа. Выяснили, что среди материалов конструкции присутствуют камни из карьеров города Гланум (современный Сен-Реми-де-Прованс), что говорит о возможности наличия широких торговых связей в то время.
2. В начале II века, в эпоху императора Адриана. Был пристроен третий этаж ступеней. Таким образом, диаметр конструкции достиг 108 м, театр мог вмещать до 10000 зрителей.
В основном, в театре ставились комедии с использованием музыки. Этому способствовала хорошая акустика: стена за сценой отражала звук и направляла его на трибуны. Представления давались с весны по октябрь.
Театр был обнаружен в XIX веке, реставрация началась в 1933 году.

## Туризм
Театр представляет собой одну из главных достопримечательностей Лиона. Ежегодно здесь проводится музыкальный фестиваль «Ночи на Фурвьере».